# Hilderik

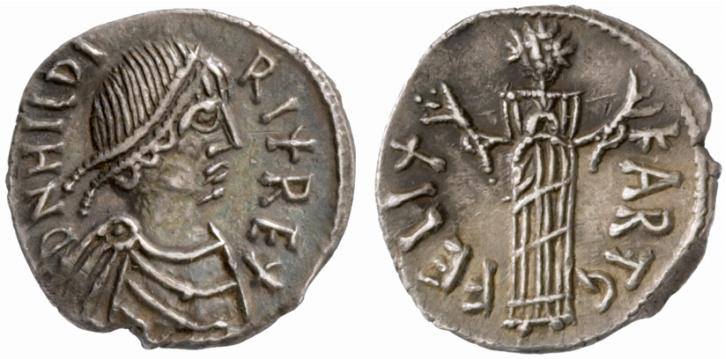
Mynt av Hilderik.

Hilderik var kung av Vandalriket i Nordafrika mellan år 523 och 530. 
Efter att Hilderik efterträtt sin kusin Trasamund som kung upphörde förföljandet av de icke arianska kristna i landet vilket kraftigt förbättrade relationerna till Östrom och kejsar Justinianus I. Efter att ha anklagat Amalafrida för att ha planerat ett uppror fängslade Hilderik henne och dödade hennes gotiska livvakt och förstörde på så sätt de goda relationerna till det ostrogotiska riket i Italien. Vänskapen med Östrom, slutet på de religiösa förföljelserna och ett stort nederlag mot morerna/berberna gjorde att han avsattes och fängslades år 530 och ersattes av Gelimer som vandalrikets kung. Hilderik avrättades slutligen i Kartago år 533 när de östromerska trupperna under Belisarius invaderade Vandalriket.